# Iglesia de los Santos Juanes (Valencia)

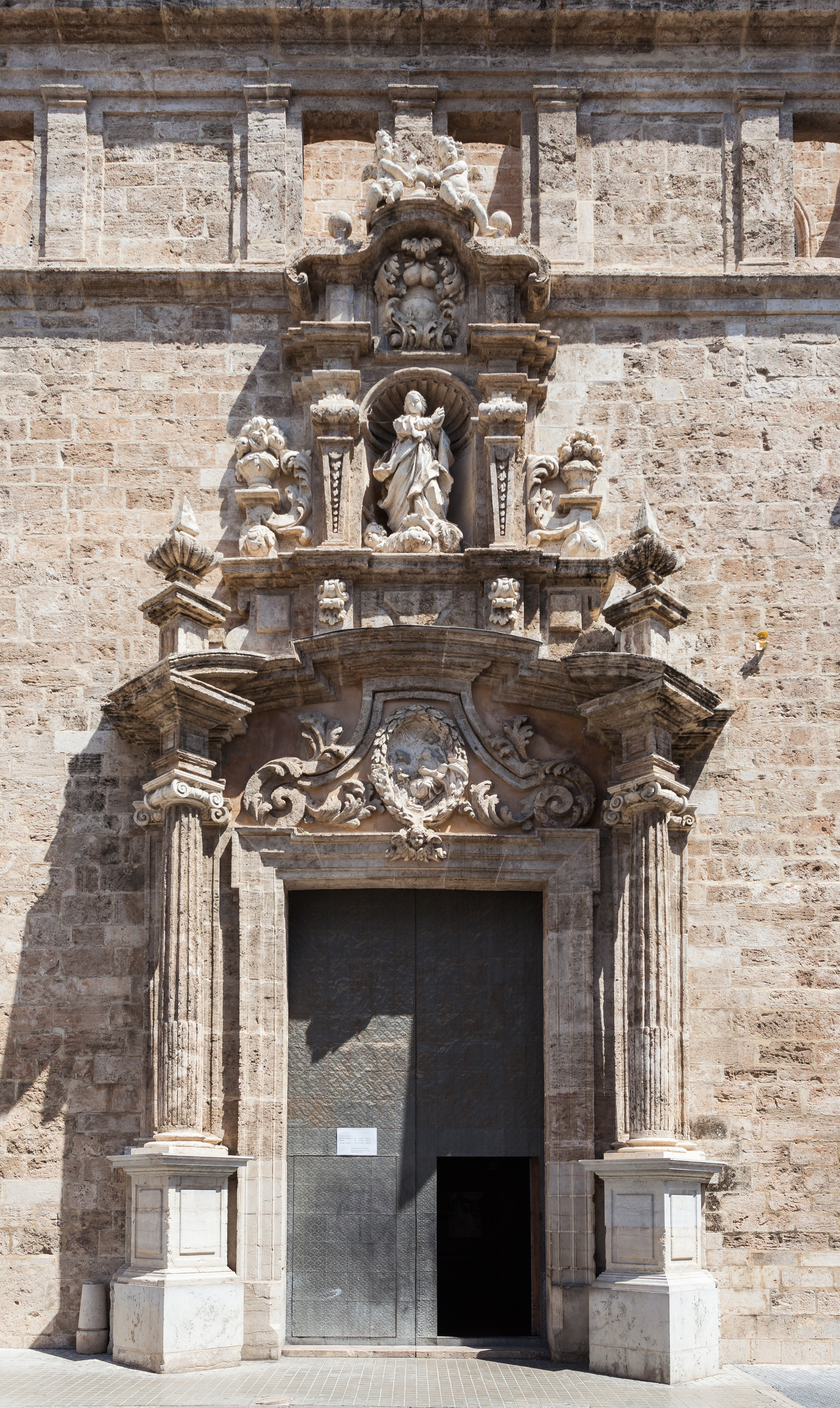
Pórtico

La Real Parroquia de los Santos Juanes, también conocida como iglesia de San Juan del Mercado (Església de Sant Joan del Mercat, en valenciano), es una iglesia situada en la ciudad de Valencia, frente a la Lonja de la Seda, y al lado del Mercado Central.
La iglesia se titula Real, desde 1858, por decreto de Isabel II que la visitó el 2 de junio del mismo año, como antes hicieron el archiduque Carlos, en 1706, y los reyes de Sicilia, Francisco y su esposa en 1823. Más adelante, en 1902, lo hizo la Infanta Isabel de Borbón, ex Princesa de Asturias.
Está catalogada como Monumento Histórico Artístico Nacional desde el 21 de febrero de 1947.
De origen gótico valenciano, fue reedificada en los siglos XIV y XVI a causa de los incendios. Será en el siglo XVII y comienzos del siglo XVIII cuando finalmente adquirirá su aspecto definitivo, con una fisonomía barroca. De su antigua estructura de estilo gótico valenciano aún queda la nave y el gran óculo cegado, conocido como la O de Sant Joan, que fue concebido como un gran rosetón en la fachada de los pies. Su exterior se reformó en 1700.
De la fachada que da a la plaza del Mercado destaca la escultura central de la Virgen del Rosario, obra de Jacopo Bertesi. Sobre ella se encuentra la torre del reloj, flanqueada por los dos Santos Juanes y la veleta dispuesta en lo alto de la fachada, conocida como el pájaro de San Juan (pardal de Sant Joan, en valenciano).
Antonio Palomino dejó una huella notable en Valencia. Fue este edificio precisamente el motivo de su llegada a Valencia en 1697. El clero de la parroquia había encargado una nueva decoración después de los incendios sufridos por el edificio. Carlos II envió a su pintor, quien corroboró la impresión de los capellanes, vio el gran espacio que se ponía en sus manos y aceptó el reto. Se eliminó lo hecho y pintó el presbiterio y todas las bóvedas de la iglesia en los últimos años del siglo XVII.
El 19 de julio de 1936, durante la guerra civil, fue pasto de las llamas y sus efectos aún perduran.

## Historia
Tiene su origen en una antigua mezquita convertida en ermita, un caso similar al de otras muchas parroquias de la ciudad. La antigua ermita fue levantada antes de 1240 encima de la mezquita. Estaba situada extramuros de la ciudad árabe, cerca de las puertas de Bab al-Qaysariya y de la Culebra. Cuando se construyó la muralla cristiana quedó incluida ya dentro de Valencia.
Los Santos Juanes era un claro ejemplo de parroquia gótica, con una estructura característica de la arquitectura valenciana de la época, una gran nave con capillas en los contrafuertes.
En el siglo XIV, un incendio obligó a reconstruirla toda, replicando el mismo estilo original. En el templo nuevamente reerigido, predicó San Vicente Ferrer y allí ofreció su primer sermón en el día de San Juan Bautista. Otra personalidad relacionada con la parroquia fue el papa Alejandro VI (Rodrigo Borja).
En 1592 un nuevo incendio obligó a reparar el presbiterio. Esta reparación fue dirigida por el entonces virrey de Valencia y arzobispo, el patriarca de Antioquía San Juan de Ribera.
El templo conservó su nave gótica y la rehecha cabecera barroca, con un nuevo retablo, una obra de "arquitectura retablera" y de escultura que constaba de más de tres mil figuras, realizadas por el escultor zaragozano Juan Miguel Orliens, y el dorador Luis Campos. Se colocaron los restos de varios mártires, como San Lorenzo y San Pedro, y reliquias “ex vestimentis” de San Juan Bautista. En julio de 1936, sufrió un infausto asalto ignífero.
A mitad del siglo XVII, se añadió al templo la Capilla de la Comunión, utilizando los terrenos ocupados por unas casas contiguas que fueron derribadas.
Entre 1693 y 1702 se realizó la última reforma importante que dio a la parroquia su fisonomía actual.

## Arquitectura

### Exterior

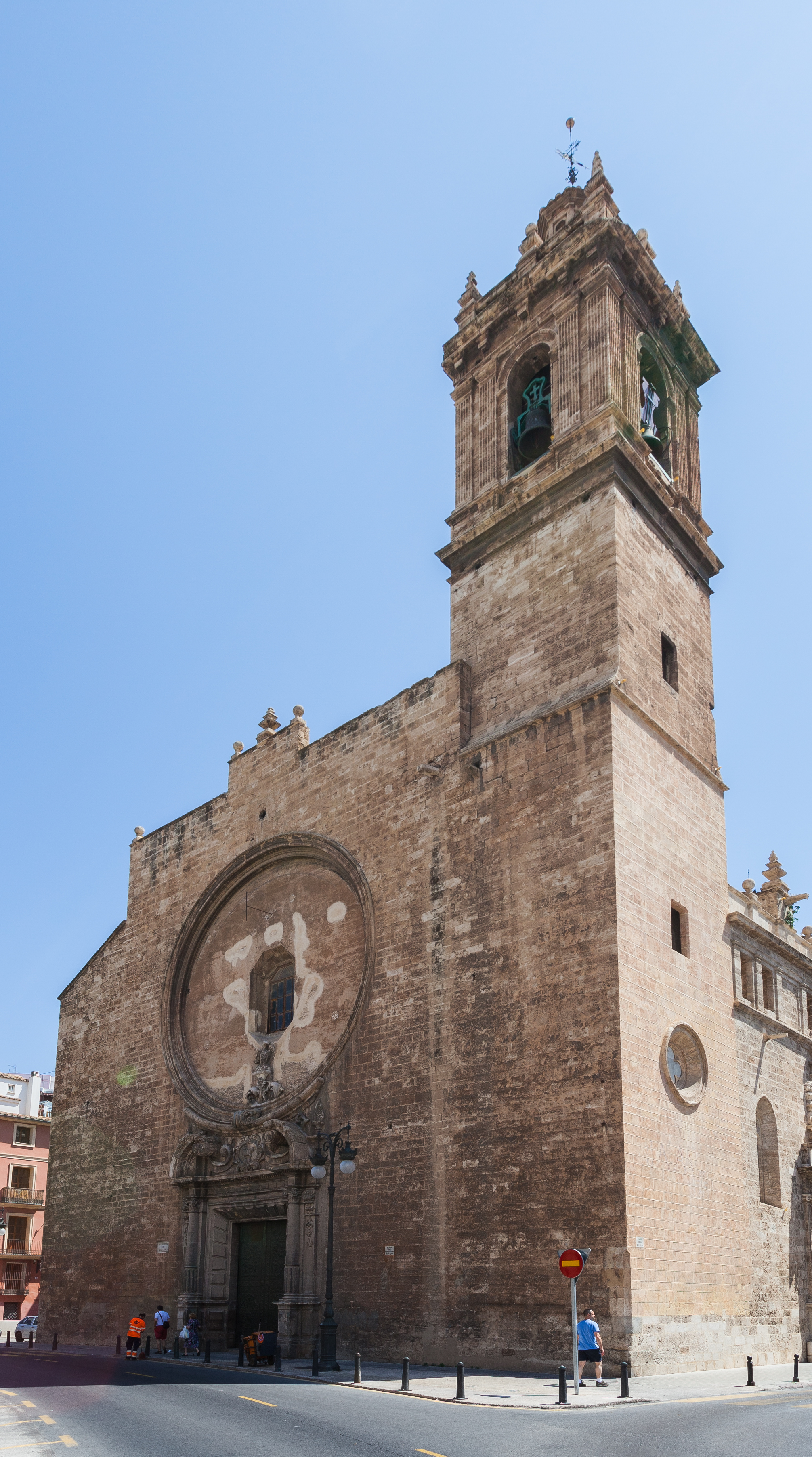
La iglesia desde la esquina de la calle Carniceros.

En la fachada principal que recae al final de la Avenida del Oeste hay una puerta bajo un gran óculo de piedra. Este, posiblemente es de origen medieval, siempre se ha mantenido cegado, destaca por la enorme magnitud de su perímetro. Podemos ver en la misma fachada un águila alegórica del Evangelista, y el Cordero del Bautista.
En la parte recayente al Mercado Central se introdujeron una serie de ventanas rectangulares en la parte superior, quedando también incluida la portada lateral, pero esta remodelación también quedó inconclusa y no se llegaron a cegar todas las antiguas ventanas góticas, gracias a lo que hoy día se pueden contemplar como vestigio de la primitiva obra.
En el otro lateral, el que forma ángulo con la Capilla de la Comunión, en la plaza de la Comunión de San Juan, junto a la puerta de entrada se mantienen dos arcos góticos rehundidos en el muro.
La cabecera de la iglesia, que forma como una pequeña plaza con el Mercado Central y la Lonja de la Seda, es fruto del trabajo de los genoveses Giacomo Bertesi y Antonio Aliprandi, y de Bernardo Pons. Es, sin duda, la parte más impresionante del exterior del templo. A esta fachada se le añadió una plataforma elevada, a modo de tribuna. Se abrieron unas pequeñas habitaciones abajo, conocidas como “covachuelas o casillas de San Juan”, y se instalaron tiendas de cosas usadas, chatarra o simplemente como prolongaciones del mercado. Arriba, se colocaron las estatuas de San Francisco de Borja con la corona de su ducado, San Juan Bautista, San Luis Bertrán y San Juan el Evangelista (de izquierda a derecha), estas esculturas fueron realizadas por Leonardo Julio Capuz y Felipe del Corral. El remate de la fachada consta de un campanil triangular, con el reloj y tres balcones de forja, flanqueados por columnas salomónicas. El campanil está rematado por las estatuas de San Vicente Mártir, San Vicente Ferrer y San Lorenzo Mártir, en el centro sobre una pirámide con una esfera descansa un águila, con un tintero en el pico simbolizando al Evangelista que hace las veces de veleta y es conocida como el “Pardalot de Sant Joan” (El pájaro de San Juan). En el centro bajo un tejadillo de piedra se sitúa una imagen de la Virgen del Rosario, flanqueándola dos estatuas de los titulares de la Parroquia.

### Interior

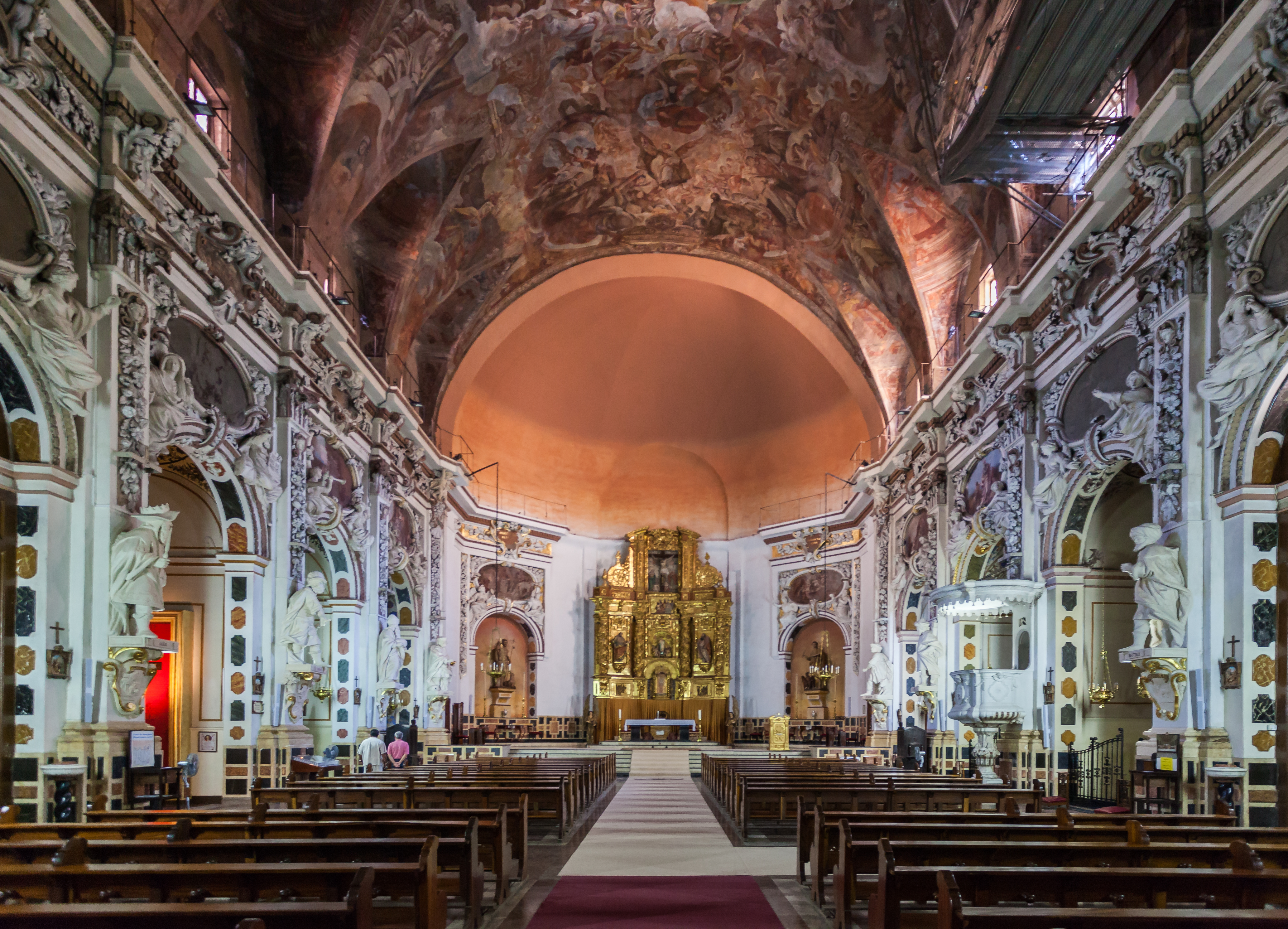
Nave principal.

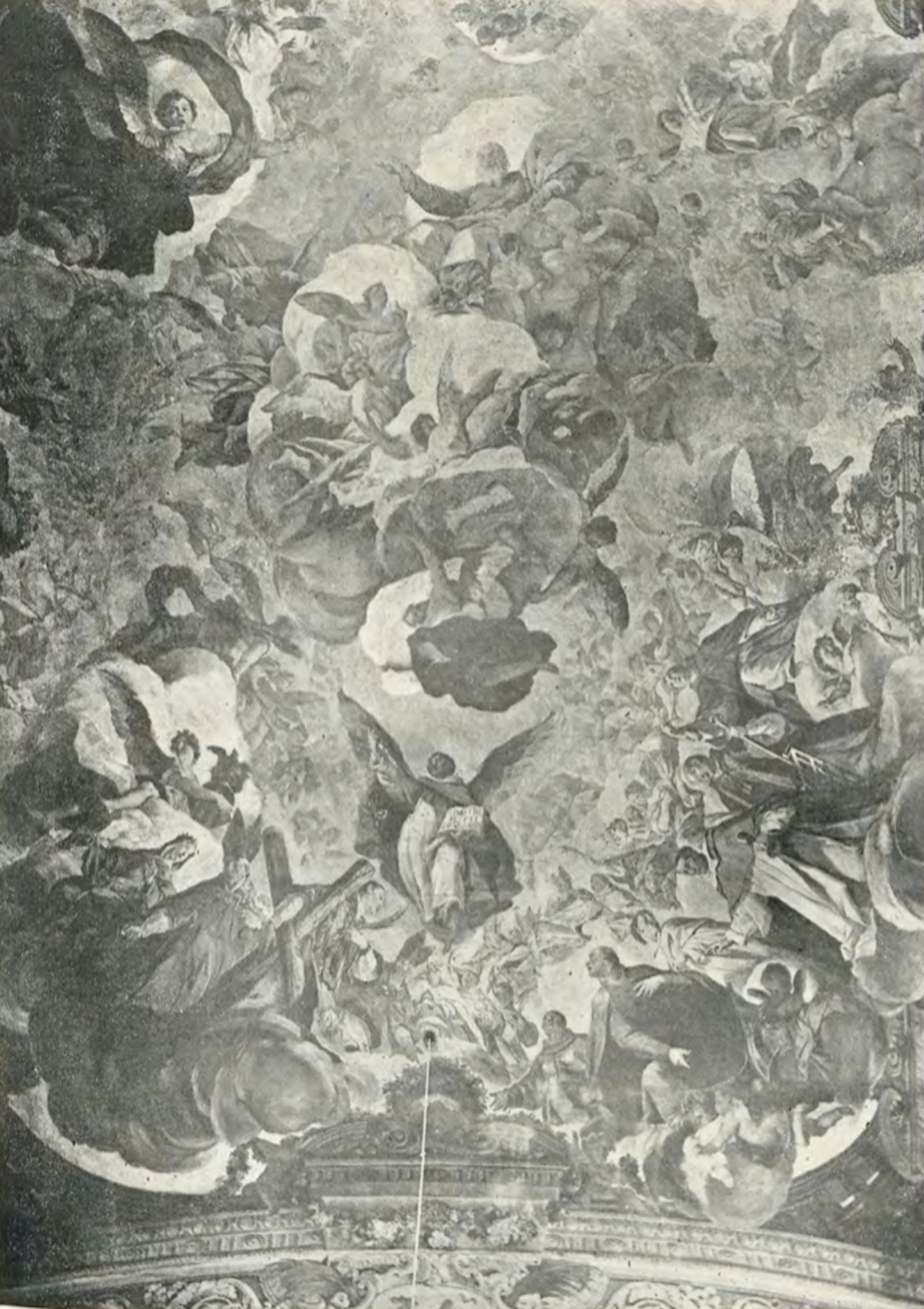
Fotografía publicada en 1915 de la pintura destruida de Palomino.

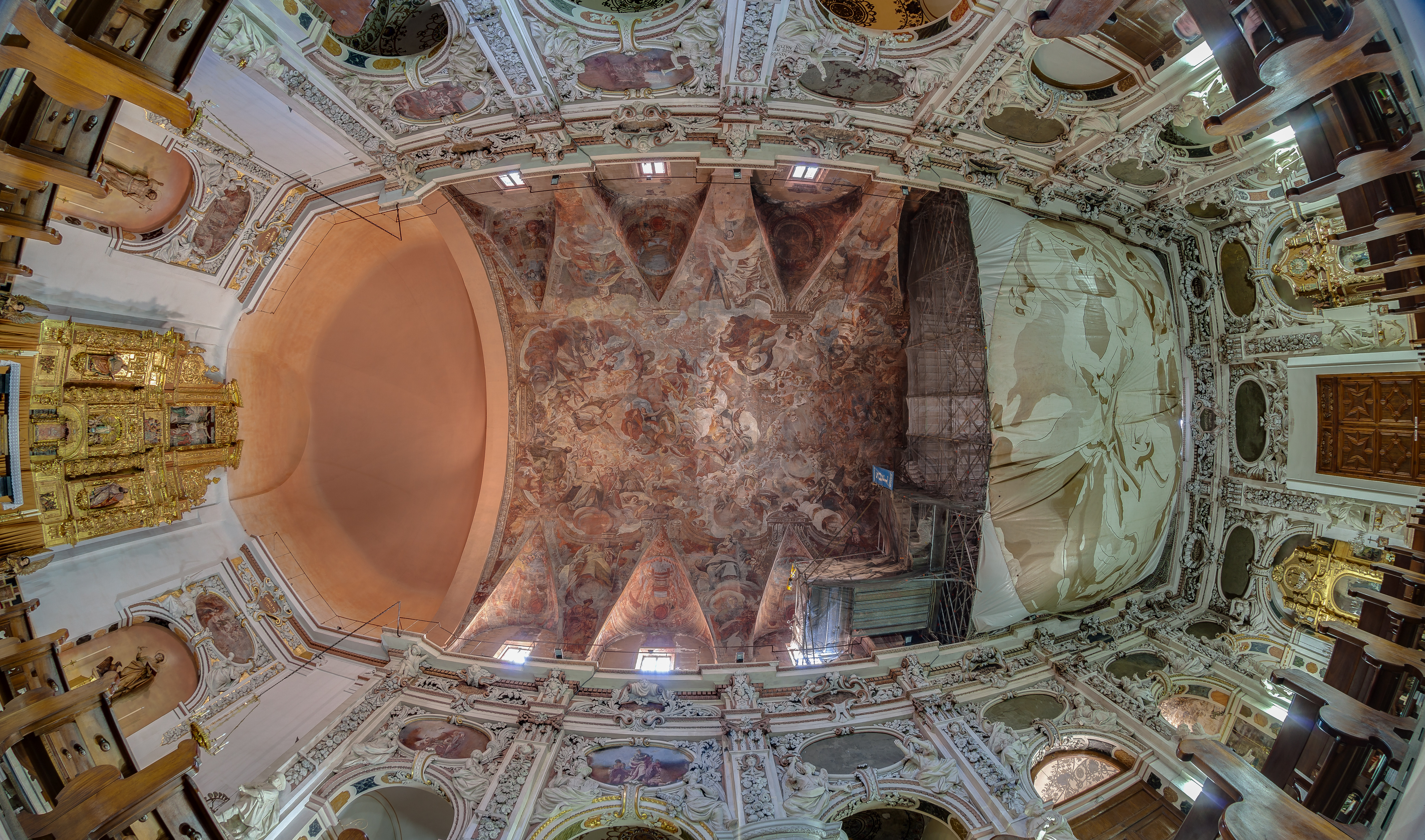
Vista del techo de la iglesia.

Ya en el interior, la bóveda fue decorada por el artista Antonio Palomino, pintor de cámara del rey Carlos II. Palomino pintó al fresco toda la bóveda, entregándola el día de San Juan de 1701.
Los frescos representan: la Gloria de la Santísima Trinidad, el Libro de los Siete Sellos con el Cordero, la Inmaculada con la Luna en los pies, los Santos titulares, los coros de las Vírgenes, los Patriarcas, los Doctores y los Ángeles, santos del Apocalipsis, la lucha de San Miguel con Lucifer y los demonios; y en lugar destacado, San Vicente Ferrer.
En otros lugares del templo aparecen los Apóstoles sentados sobre tronos y nubes, además, unas representaciones de la Humildad, la Verdad, la Paz y de San Judas Tadeo.
Luis López (hijo de Vicente López), realizó una restauración de los frescos en 1861. Hoy en día las pinturas se hallan en estado lastimoso, ya que fueron quemadas o ennegrecidas por el humo en los incendios de julio de 1936 provocados por los milicianos republicanos, si bien se está trabajando en su recuperación desde hace décadas.
El actual retablo mayor es de la iglesia de Betolaza en Álava. Consta de dos cuerpos en madera policromada y dorada, en la hornacina central está la imagen de la Inmaculada y a ambos lados, San Pedro y San Pablo. El remate superior es una imagen de Cristo en la Cruz. A ambos lados del retablo se sitúan San Juan Bautista y San Juan Evangelista, titulares del templo, obra de Octavio Vicent.

## Visitas
Dispone de visitas culturales los lunes de 10:00 h a 14:00 h y de martes a sábado de 10:00 h a 18:30 h. Durante el proceso de restauración del templo los horarios pueden sufrir modificaciones.
La entrada incluye siempre una audioguía (en castellano, valenciano, inglés, italiano y francés) que acompaña al visitante por la iglesia comentando la historia del templo y de cada uno de sus secretos, además de la posibilidad de unirse (previa reserva) a una visita guiada, y adquirir una entrada conjunta para visitar el Museo de la Seda o también la iglesia de San Nicolás.

## Restauración
El 19 de enero de 2019 se firmó el acuerdo de finalizar la restauración entre el Arzobispado de Valencia y la Fundación Hortensia Herrero, cuyas obras estaban previstas que arrancasen a finales del año 2020, pero la pandemia de COVID-19 retrasó el inicio de la actuación al 16 de junio de 2021, con una previsión de cuatro años hasta que finalicen. Estarán a cargo de la misma la catedrática Pilar Roig y el arquitecto Carlos Campos, al igual que en la iglesia de San Nicolás.